# Милтен
Милтен е българско и южнославянско мъжко име, близко до имената Милитен (Средновековие), Милутин (Средновековие), Милетан (в народна песен), Милотин, Милудин и Миладин и производно на мил, също като имената Миле, Мила, Милен, Милена, Миленко, Миленка, Милан, Милана, Миляна, Милица, Милоя, Мильо, Милчо, Милко, Милка. Празнуват имен ден на Архангеловден. Известни представители на това име и най-близките му сродни имена са:
- Милтен Драживоевич (преди 1332-след 1343), Средновековен владетел на Хумските жупании Невесине, Загорие и Комска; [2]
- Стефан Милутин, сръбски крал и светия от династията Неманичи, управлявал от 1282 до 1321 (мощите му са светиня в църквата Света Неделя в София);
- Милудин Пиндрачки, български свещеник, съратник на Васил Левски;
- Миладин Тренчев, български революционер, войвода на Върховния македоно-одрински комитет, водил чета в Огражденската планина.